# Il roseto ardente
Il roseto ardente  (titolo orig. The Rose Rent) è un giallo storico di ambientazione medievale, scritto dall'autrice britannica Ellis Peters. Si tratta del tredicesimo romanzo in cui indaga il monaco benedettino Fratello Cadfael, pubblicato nel 1986.
Fu adattato per la televisione nel 1997 da Carlton and Central per ITV.
Un giovane monaco è assassinato nelle vicinanze di un cespuglio di rose bianche a casa di una casa lasciata in eredità a una giovane vedova. Fratello Cadfael cerca l'uccisore per dare pace alla perdita della donna. 

## Trama
Dopo una primavera un po' fredda che ha ritardato tutti i lavori agricoli, è finalmente arrivato giugno, portando con sé il caldo estivo. È l'anno del Signore 1142 a Shrewsbury e i monaci si stanno preparando per la festa in onore di Santa Winifred. Ed è quasi giunto per l'abbazia dei Santi Pietro e Paolo il momento di pagare il pegno annuale alla vedova Perle, una rosa bianca.
Judith Perle, nata Vestier, è una giovane donna di 25 anni rimasta vedova quattro anni prima. Ha così deciso di donare all'abbazia la casa in cui aveva abitato insieme al marito, ma tale dono è soggetto al pagamento annuale di un pegno. Infatti, ogni 22 giugno per la festa di Santa Winifred, i monaci dell'abbazia le devono portare una rosa bianca dal roseto vicino all'abitazione oggetto del dono. Judith è anche la padrona della fabbrica di stoffe dei Vestier e vive lì con la zia, Agatha Coliar, e il cugino Miles. È perciò molto ricca e, nonostante lei soffra ancora molto per la perdita del marito e non intenda risposarsi (ha anzi pensato di entrare in convento), ha numerosi pretendenti. Tra i suoi più insistenti spasimanti ci sono Godfrey Fuller e Vivian Hynde, entrambi legati al commercio della lana e alla tessitura.
Circa una settimana prima del giorno stabilito per il pagamento, Judith si reca all'abbazia e nel corso della preghiera Cadfael si accorge che Eluric, il giovane novizio incaricato di portare la rosa alla vedova Perle, la osserva con sguardo rapito. Ma il giovane è innocente e molto intransigente con se stesso, essendo arrivato al monastero come oblato quando era un bambino piccolo. Così si confessa immediatamente con l'abate chiedendogli di essere esentato dal compito di portare la rosa. L'abate lo rassicura che un altro monaco sarà mandato al posto suo.
Intanto Judith va nella sua vecchia abitazione perché là ha il suo laboratorio Niall, il bronzista. Lei ha rovinato una preziosa cintura a cui è molto affezionata e vuol farla riparare. I due discorrono brevemente e lei viene a sapere che anche lui è vedovo, ma che ha avuto la consolazione di una figlia che ha 5 anni. Niall ha lasciato la bambina con la famiglia di sua sorella perché è piccola ed egli desidera che cresca in una vera famiglia, ma la va a trovare a Pulley alcune volta a settimana. Decide di andare dalla figlia proprio la sera dopo, ma quando sta per tornare a casa si mette a piovere e la sorella lo invita a passare la notte con loro. 
Al mattino, di ritorno a casa, Niall fa una macabra scoperta. Il roseto bianco da cui va presa la rosa per Judith Perle è stato preso a colpi d'accetta e ai suoi piedi giace il cadavere di fratello Eluric. Niall così corre subito all'abbazia ad avvertire i monaci. Perciò l'abate, fratello Anselm, Niall e fratello Cadfael arrivano sulla scena dello scempio. Cadfael dimostra chiaramente che si tratta di un omicidio. Quasi certamente fratello Eluric, venuto a congedarsi dal roseto (e con lui dal suo amore per Judith Perle), ha scoperto l'assassino che stava facendo scempio della pianta di rose. Nel corso della colluttazione il confratello è stato pugnalato. 
Cercando da dove sia potuto entrare il malvivente, fratello Cadfael scopre una perfetta impronta di scarpa sinistra che il monaco rileva con della cera per averne un calco. Nel mentre arriva anche Judith Perle per riprendere la cintura ed ella rimane molto scossa dalla scena cui si trova di fronte. Chiede comunque di venire informata nei minimi dettagli e poi, sconvolta, torna a casa accompagnata dal cugino Miles.
Hugh Beringar viene immediatamente richiamato dalla sua proprietà di Maesbury e iniziano le indagini. Si intuisce che il motivo più probabile per la distruzione del roseto sia il rendere nullo il contratto stilato da Judith a favore dell'abbazia, così che quella casa di enorme valore possa rientrare tra le sue proprietà. 
Purtroppo l'omicidio di fratello Eluric non è che l'inizio. Il giorno seguente, Judith Perle, mentre si sta recando all'abbazia per cambiare i termini dell'accordo stipulato, scompare senza lasciare traccia. Iniziano le ricerche a tappeto. Fratello Cadfael riesce, fortunosamente, a trovare una traccia. La donna è stata portata via con la forza su un'imbarcazione che si deve essere allontanata sul fiume Severn.
Passano altri due giorni e viene rinvenuto un secondo cadavere, è il capo tessitore di Judith, morto annegato nel fiume, in circostanze alquanto sospette. Ma questo non è l'ultimo dei delitti che hanno luogo, infatti Judith subisce un tentativo di omicidio e il suo amato roseto viene dato alle fiamme.
Alla fine Cadfael e Beringar riescono a scoprire l'amara verità. Judith ritorna al sicuro a casa sua, il colpevole degli omicidi viene incarcerato in attesa di giudizio e la giovane vedova inizia finalmente a lasciarsi il passato alle spalle. Judith ha infatti deciso di ricominciare ad amare, con l'aiuto di Niall e della sua figlioletta Rosalba (che letteralmente significa “Rosa Bianca”).

## Riferimenti ad altri romanzi di Fratello Cadfael
- Per la quarta volta, fa ritorno Sorella Magdalen del convento di Godric's Ford. Cadfael l'ha incontrata per la prima volta nel romanzo Due delitti per un monaco quando lei si faceva ancora chiamare Avice di Thornbury. L'ha rivista anche nel corso delle vicende narrate ne I due prigionieri e in Mistero doppio. In questo romanzo, la monaca prima sconsiglia a Judith la vita in convento perché si accorge che le manca la vocazione e poi le offre rifugio a Godric's Ford quando lei ne ha bisogno.

## Adattamento televisivo
Nella serie televisiva britannica Cadfael – I misteri dell’abbazia, prodotta dalla ITV, ogni episodio è la trasposizione di uno dei romanzi che hanno come protagonista il monaco benedettino. Il roseto ardente è stato adattato come primo episodio della terza stagione.

## Edizioni italiane
- Il roseto ardente, traduzione di Elsa Pelitti, Collana La Gaja Scienza n° 520, Milano, Longanesi, marzo 1997,  p. 215, ISBN 88-304-1405-0.[7] - Milano, Club degli Editori, 1998; Trezzano sul Naviglio, Euroclub, 1998.
- Il roseto ardente, traduzione di E. Pelitti, copertina di Gabriella Sequeri, Collana Teadue, Milano, TEA, 1999,  p. 215, ISBN 88-7818-584-1.
- Il roseto ardente, in Le cronache di Fratello Cadfael. Volume quinto, Collana I grandissimi, Milano, TEA, 2024, ISBN 978-88-502-6844-3.